# Pterostichus miscellus
Pterostichus miscellus är en skalbaggsart som beskrevs av Thomas Casey. Pterostichus miscellus ingår i släktet Pterostichus och familjen jordlöpare. Inga underarter finns listade i Catalogue of Life.